# Принцип Ферма

Принцип Ферма на примере эллиптических поверхностей

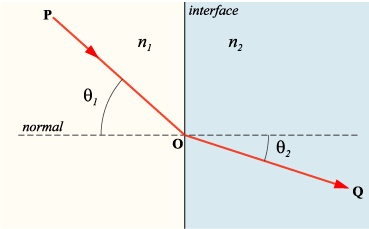
Объяснение закона Снелла при помощи принципа Ферма.

При́нцип Ферма́ (принцип наименьшего времени Ферма) — постулат в геометрической оптике, согласно которому свет выбирает из множества путей между двумя точками тот путь, который потребует наименьшего времени. То есть луч света движется из начальной точки в конечную точку по пути, минимизирующему время движения (или, что то же самое, минимизирующему оптическую длину пути). В более точной формулировке: свет выбирает один путь из множества близлежащих, требующих почти одинакового времени для прохождения; другими словами, любое малое изменение этого пути не приводит в первом порядке к изменению времени прохождения.
Этот принцип, сформулированный в I в. Героном Александрийским для отражения света, в общем виде был сформулирован Пьером Ферма в 1662 году в качестве самого общего закона геометрической оптики. В разнообразных конкретных случаях из него следовали уже известные законы: прямолинейность луча света в однородной среде, законы отражения и преломления света на границе двух прозрачных сред.
Принцип Ферма представляет собой предельный случай принципа Гюйгенса — Френеля в волновой оптике для случая исчезающе малой длины волны света.
Принцип Ферма является одним из экстремальных принципов в физике.